# آنتونی تراس
آنتونی تراس (فرانسوی: Anthony Terras‎؛ زادهٔ ۲۱ ژوئن ۱۹۸۵) تیرانداز اهل فرانسه است.
وی در مسابقات کشوری و بین‌المللی در مجموع برندهٔ ۱ مدال طلا، ۱ مدال برنز شده‌است.